# Stora grabbars och tjejers märke
Stora grabbars och tjejers märke (tidigare Stora grabbars märke) är ett hederstecken som sedan 1928 tilldelas framgångsrika utövare av olika sporter. För kvalifikation fordras att man uppnår fastställda minimipoäng genom deltagande i landskamper eller tävlingar som SM, EM, VM och OS. Fri entré på livstid till alla arrangemang inom den egna sporten ingår i utmärkelsen, som tillkom på initiativ av Bo Ekelund.
För att bli en Stor Grabb/Stor Tjej måste man få ihop ett visst antal poäng efter en särskild poängräkning.
När Ann Jansson utsågs till "stor grabb" i fotboll under 1970-talet ville hon av jämställdhetskäl slopa begreppet och istället kalla det "landskampsmärket" eller "landslagsmärket".

## Cykling
Av bröderna Fåglum blev Gösta den första som fick utmärkelsen Stor grabb inom cykling (151 poäng). Erik blev nr. 2 (94 poäng), Sture nr. 3 (74 poäng) och Tomas nr. 6 (62 poäng).

## Friidrott
Friidrottens utmärkelse benämns officiellt Svenska Friidrottsförbundets hederstecken och har fram till augusti 2007 utdelats till 495 idrottare. Som grund för medaljen finns en poängtabell där olika poäng delas ut för starter och placeringar i landskamper och mästerskap, samt för rekordnoteringar. Tillräcklig merit för att erhålla hederstecknet utgör till exempel guldmedalj vid OS eller VM, världsrekord eller 25 svenska inomhusrekord. De som erhåller hedersutmärkelsen inbjuds att vara medlemmar i Föreningen De Stora Grabbarna.
Den första som tilldelades utmärkelsen var Carl E. Helgesson, kastare, brottare och sprinter.

## Ishockey

### Spelare
För att bli svensk ishockeys Stor Grabb eller erhålla Damernas stora märke måste man uppnå 200 poäng via 100 landskamper (1 poäng per landskamp) samt i övrigt uppnått 100 meritpoäng så att den totala poängsumman uppgår till minst 200.
- VM- och OS-guld (för damer även EM-guld) samt förstaplats i Canada Cup/World Cup ger 30 poäng.
- VM- och OS-silver (för damer även EM-silver) samt andraplats i Canada Cup/World Cup ger 20 poäng.
- VM- och OS-brons (för damer även EM-brons) samt tredjeplats i Canada Cup/World Cup ger 10 poäng.

### Domare
Även domare kan bli "Stora Grabbar/Stora Tjejer. 
Minimipoängen är 250. Domare kan erhålla högst 25 poäng per år. Deltagande i A-VM, OS eller World Cup berättigar till 10 extra poäng. Av minimipoängen måste minst 25 erhållas från internationella uppdrag och domaren måste innehaft IIHF: A-licens.

## Kanot
Svenska Kanotförbundets hederstecken får den kanotist som uppnått ett visst antal poäng enligt en fastställd tabell. Poäng delas ut inom grenarna K-1, K-2, K-4, C-1, C-2, C-4, kanotpolo och kanotsegling IC i svenska och internationella mästerskap samt vissa andra internationella tävlingar.

## Segelflyg
I samband med att Flygsportsförbundet anslöts till Riksidrottsförbundet infördes Stora Grabbars Märke inom segelflyget. För att tilldelas märket krävs 20 poäng. Poäng kan erövras efter placering i VM, SM, DM, NM, Världsrekord eller Svenskt rekord. Eftersom en segelflygare inte hinner med så många tävlingar under sin karriär jämfört med flera andra sporter anses det svårt att erövra. 
- 1969, Per-Axel Persson, Ljungbyhed
- 1969, Billy Nilsson, Örnsköldsvik
- 1969, Göran Ax, Landskrona
- 1969, Irve Silesmo, Örebro

Se även Lista över stora grabbar och tjejer i segelflyg

## Motorflyg
Märket har även delats ut sedan 1956 till aktiva inom motorflyg.

## Simidrott
Hedersmärket (Stora Grabbars/Flickors märke) tilldelas aktiv simmare, som på ett framträdande sätt representerat svensk simidrott inom Sverige eller utomlands och därvid uppnått minst 10 poäng enligt särskild tabell.
Fram till och med 2022 hade 480 personer inom simidrott tilldelats Stora Grabbars/Flickors märke.

## Vattenskidor
Hedersmärket (Stora Grabbars/Flickors märke) tilldelas åkare, som på ett framträdande sätt representerat svensk vattenskid-, barfota- eller wakeboardåkning inom Sverige eller utomlands samt därvid uppnått minst 60 poäng enligt fastställd tabell. Poäng kan endast erhållas i seniortävlingar vid Världsmästerskap, Europamästerskap, Nordiska Mästerskap, Svenska Mästerskap eller Europacuptävlingar.

## Övriga listor
- Lista över stora grabbar i bandy
- Lista över stora tjejer i bandy